# Lyrcus maculatus
Lyrcus maculatus är en stekelart som först beskrevs av Charles Joseph Gahan 1914.  Lyrcus maculatus ingår i släktet Lyrcus och familjen puppglanssteklar. Inga underarter finns listade i Catalogue of Life.